# Pisco (licor)
El pisco és una beguda alcohòlica de raïm destil·lat. Amb diferències quant a l'elaboració, és una beguda típica tant de la gastronomia del Perú com de Xile. Aquests dos països mantenen una disputa sobre l'origen del pisco, reclamant tots dos la denominació d'origen de la beguda.
El port de Pisco es troba dins del districte del mateix nom, part del Departament d'Ica, al Perú, des d'on des de l'època colonial s'han exportat els vins i "piscos" que es produeixen a la vall d'Ica. El port i el districte, doncs, donen nom al producte: el licor de Pisco.